# لشکر نوزدهم زرهی (ورماخت)
لشکر نوزدهم زرهی (به آلمانی: 19. Panzer-Division) یکی از لشکرهای زرهی نیروی زمینی آلمان در دوره رایش سوم بود که در جنگ جهانی دوم به عملیات پرداخت.

## تاریخچه عملیاتی

### شوروی

#### شمال روسیه
لشکر نوزدهم زرهی روز ۳۱ اوت دمیانسک را به تصرف خود درآورد.
لشکر نوزدهم زرهی در جریان نبرد مسکو روز ۱۶ اکتبر حمله به مارویاروسلاوتس را آغاز کرد. این لشکر در روز نخست حمله به این شهر 12 تانک و روز بعد 18 تانک دیگر خود را از دست داد. مارویاروسلاوتس مدت کوتاهی بعد تصرف شد.